# Uropsalis
Uropsalis is een geslacht van vogels uit de familie van de nachtzwaluwen (Caprimulgidae). De wetenschappelijke naam van het geslacht is voor het eerst geldig gepubliceerd in 1915 door Miller.

## Soorten
De volgende soorten zijn bij het geslacht ingedeeld:
- Uropsalis lyra – Lierstaartnachtzwaluw
- Uropsalis segmentata – Vorkstaartnachtzwaluw